# تپه کهنه ده سه کانی
تپه کهنه ده سه کانی مربوط به سدهٔ ۶ تا ۸ ه.ق - ۸ تا ۱۰ ه مق است و در شهرستان اشنویه، بخش مرکزی، دهستان دشت بیل، روستای سه کانی واقع شده و این اثر در تاریخ ۲۸ شهریور ۱۳۸۶ با شمارهٔ ثبت ۱۹۶۰۰ به‌عنوان یکی از آثار ملی ایران به ثبت رسیده‌است.